# 岡本隆志
岡本 隆志（おかもと たかし、1959年1月13日 - ）は、山陰中央テレビジョン放送 (TSK) の幹部社員（支社長）で、元同局のチーフアナウンサー。

## 来歴
島根県松江市出身。立命館大学卒業。
アナウンサー時代には、主にローカルニュース番組のキャスターを担当。2001年10月の人事異動でそれまで担当していた番組をすべて降板し、山陰中央テレビの米子支社長に就任。広島支社長・鳥取支社長・本社編成部長を歴任し、2015年4月から本社営業局の局次長 兼 営業部長を、2016年4月から本社報道制作局の次長 兼 制作部長を歴任した後、2017年4月から出雲支社長を務めた。6年間出雲支社に勤務したあと、2023年4月に本社に復帰し、ニュース制作局長に就任した。

## アナウンサー時代の担当番組
- TSKニュース
- TSKイブニングワイド
- TSKスーパータイム
- TSKザ・ヒューマン
- TSKスーパーニュース - キャスター[3]
- 新鮮！モーニングサラダ

## 声優出演
- √Letter（角川ゲームス）[6]